# The Essential Robert Haimer
The Essential Robert Haimer è il primo album compilation del musicista statunitense Robert Haimer pubblicato nel 2006.
L'album contiene diciassette canzoni soliste che Haimer non ha mai potuto pubblicare a causa del suo impegno con i Barnes & Barnes. Tutte le canzoni che appaiono nell'album apparivano originariamente nei suoi album studio che pubblicò su eBay.

## Tracce
1. Hey Brown Eyes – 3:23
2. I Know She Knows – 7:02
3. Baby Baby It's You – 3:52
4. So Much for Goodbayes – 4:34
5. You're O.K. – 3:20
6. I Knew What Was Real – 4:00
7. Love Has Found Us A Home – 4:00
8. Sgt. Pepper Used To Shave My Uncle – 3:47
9. Stare Into the Sun – 4:14
10. I Know This To Be True – 4:28
11. The Other Side Of Never – 3:27
12. Joanie – 5:25
13. Letting Go – 3:20
14. 27 Years – 7:38
15. Sleep Without Dream – 3:35
16. Let's No Say Goodbye – 6:04
17. Nobody Wants Your Love – 4:39